# دك باهو
دك باهو (بالفارسية: دک باهو) هي منطقة سكنية تقع في قسم باهوكلات الريفي (مقاطعة تشابهار) في إيران. يقدر عدد سكانها بـ 552 نسمة بحسب إحصاء 2016.